# アベルカデル・エル・ブラジ
アベルカデル・エル・ブラジ（Abdelkader El Brazi、1964年4月5日 - 2014年1月24日）は、モロッコの元サッカー選手。元モロッコ代表。ポジションはゴールキーパー。

## 来歴
1989年にモロッコ代表デビュー。アフリカネイションズカップ1992、アフリカネイションズカップ1998にも出場した。また、出場機会は無かったが1998 FIFAワールドカップのメンバーにも選ばれた。モロッコ代表で46試合に出場した。

## 代表歴

### 出場大会
- モロッコ代表
  - 1998 FIFAワールドカップ

### 試合数
- 国際Aマッチ 46試合 0得点（1989年-1998年）[1]

| モロッコ代表 | 国際Aマッチ | 国際Aマッチ |
| 年           | 出場        | 得点        |
| ------------ | ----------- | ----------- |
| 1989         | 1           | 0           |
| 1990         | 6           | 0           |
| 1991         | 3           | 0           |
| 1992         | 3           | 0           |
| 1993         | 2           | 0           |
| 1994         | 2           | 0           |
| 1995         | 5           | 0           |
| 1996         | 7           | 0           |
| 1997         | 9           | 0           |
| 1998         | 8           | 0           |
| 通算         | 46          | 0           |